# Erasmo Orticoni
Le chanoine Erasmo Orticoni, né à Santa-Reparata-di-Balagna en 1668 et mort à Rome en 1769, est l'une des principales figures du mouvement révolutionnaire corse contre la république de Gênes.

## Biographie
Erasmo Orticoni, fils de Salvatore Orticoni, est né à Santa-Reparata-di-Balagna en 1668. Issu d'une famille de prêtres et de notaires, il suit un premier cursus d'études, probablement en Corse. Entre 1705 et 1712, il est maître d'école inférieure au petit séminaire de Campoloro, avant de rejoindre Rome pour poursuivre des études supérieures à l'issue desquelles il est reçu docteur in utroque jure (en droit canon et en droit civil) le 1er octobre 1717.
Revenu en Corse avec le bénéfice d'un canonicat, il devient vicaire général de l’évêque d'Aléria Agostino Saluzzo vers 1718-1719.
Au début de la Révolution corse contre la république de Gênes en 1729, il est alors chanoine pénitencier de l'évêché d'Aleria. Il apparaît très tôt lié au mouvement insurrectionnel dont il devient l'un des premiers théoriciens. Il est notamment l'organisateur du Congrès des théologiens tenu à Orezza du 4 au 8 mars 1731 qui conclut à l'issue de son examen du statut moral de l’insurrection que « si la République s’obstine à rejeter les requêtes, il faut soutenir la guerre et, à plus forte raison, si elle vient à force ouverte opprimer les peuples »
À l'issue de l'intervention impériale de 1731, il mène une intense activité diplomatique en Toscane, à Rome et à Madrid en faveur d'une souveraineté espagnole qui reconnaîtrait les principales revendications insulaires.
Tout en gardant de bonnes relations avec l'Espagne, il participe au projet du couronnement de Théodore de Neuhoff qu'il rencontre à Livourne fin décembre 1733 - début janvier 1734 en compagnie de Luigi Giafferi, Sebastiano Costa et Antonio Francesco Giappiconi.
Lors de l'arrivée des troupes françaises commandées par le comte de Boissieux en 1737, le chanoine devient au côté de Gian Pietro Gaffori le représentant des Corses auprès du général français chargé par le cardinal de Fleury de trouver un accommodement permettant de replacer la Corse -  érigée en Royaume indépendant à l'issue du couronnement de Théodore Ier - sous la souveraineté de la république de Gênes.
Les tractations avec le comte de Boissieux, sur le fond favorable aux revendications insulaires, se heurtent cependant à celle entre Versailles et Gênes. Sur le fond, Gênes ne veut rien céder de décisif et le cardinal de Fleury considère bientôt que le temps des négociations ne peut s'éterniser. 
Le 20 octobre 1738, de Boissieux reçoit l'ordre de publier un règlement de retour de la Corse sous la souveraineté de la République établi à Gênes et signé à Fontainebleau par les représentants de Louis XV et de l'empereur Charles VI. Le texte qui ne laisse aucune place aux revendications essentielles formulées depuis 1731, ne peut être accepté par des chefs qui avaient proclamé le royaume indépendant de Corse deux ans plus tôt. La publication d'un édit exigeant la remise des armes par le commissaire Génois Gio Batta De Mari achève d'échauffer les esprits, tandis que les partisans de Théodore préparent son retour.
Pressé par Versailles, le comte de Boissieux entreprend la récupération des armes des habitants de Borgo qui s'étaient dit disposés à les remettre. Mais du 7 au 13 décembre les insurgés assiègent les troupes françaises à Borgo. Le 14, de Boissieux venu en les dégager en personne avec tout ce qu'il avait de troupes est attaqué et poussé à la retraite le 14 lors de la journées dite des Vêpres corses.
La guerre étant désormais déclaré entre la monarchie française et les représentants insulaires, le chanoine Orticoni est alors exilé sans pour autant cesser de plaider la cause des Corses contre la république de Gênes.
À la mort de Gaffory, il tente en vain d'éviter la guerre civile qui s'amorce en 1755 entre Pascal Paoli et Mario Emanuele Matra, membre du gouvernement insurgé et beau-frère de Gaffory.
Retourné à Rome, il s'y éteint en 1760.